# Porcellio syriacus
Porcellio syriacus är en kräftdjursart som beskrevs av Brandt 1833. Porcellio syriacus ingår i släktet Porcellio och familjen Porcellionidae. Inga underarter finns listade i Catalogue of Life.